# Taxonomia de Coelogyne
A Taxonomia de Coelogyne é o estudo dos relacionamentos infragenéricos de suas espécies e sua classificação por afinidades naturais.
O gênero Coelogyne está subordinado à subtribo Coelogyninae, tribo Arethuseae da subfamília Epidendroideae de Orchidaceae. e conta aproximadamente 195 espécies divididas 23 seções. 410 espécies foram descritas ou subordinadas em algum momento a Coelogyne no entanto a maioria hoje está reduzida a sinonímia or classificada em outros gêneros.
Coelogyne foi revisado por De Vogel e Barbara Gravendeel em 1999. Esta última revisão admite 23 seções, mantendo 12 das originalmente criadas por Pfitzer e Kraenzlin. É o tratamento aceito hoje em dia, todavia encontra-se neste momento bastante incerto enquanto espera-se para breve uma nova proposta de circunscrição genérica resultante de análises filogenéticas.

## Filogenia

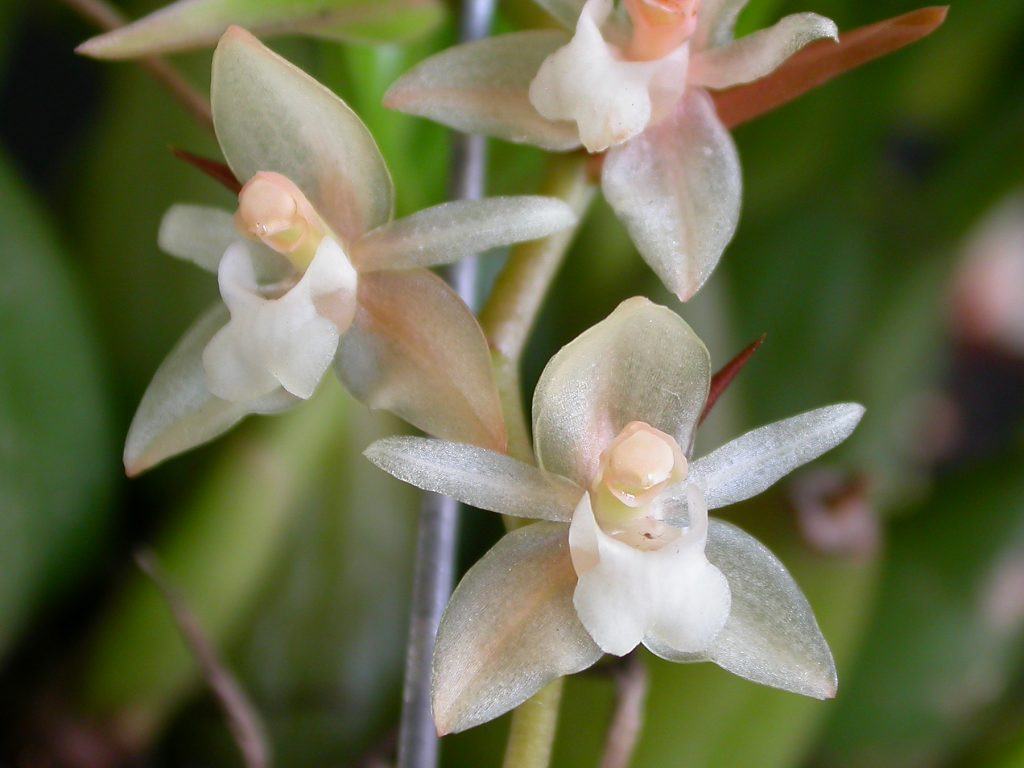
Pholidota chinensis
Pholidota é um gênero que futuramente pode ser unificado com Coelogyne.

O gênero Coelogyne, bem como diversos outros gêneros desta subtribo, totalizando 45 espécies, acabam de ter seu DNA estudado. Com base neste estudo, constatou-se a existência de dois grupos distintos de espécies: 
Certamente será proposta a divisão do gênero em pelo menos dois, aparentemente um deles mantido o nome Coelogyne, abrangeria cerca de 160 espécies, algumas nossas conhecidas, tais como Coelogyne lentiginosa, Coelogyne fimbriata, Coelogyne flaccida, Coelogyne speciosa e Coelogyne lawrenceana, e englobaria também o gênero Pholidota. Uma maneira fácil de reconhecer estas espécies de Coelogyne, se bem que não é uma regra infalível , é o fato de serem bifoliadas. O outro grupo é parente mais próximo de Dendrochilum e Chelonistele e constitui-se pelas espécies geralmente unifoliadas, com flores que abrem simultâneamente e inclui as famosas Coelogyne pandurata e Coelogyne tomentosa, mais conhecida pelo seu sinônimo C. massangeana.

## Divisão infragenérica e Espécies
Coelogyne é um gênero heterogêneo cuja divisão infragenérica é complexa. São 195 espécies aceitas atualmente, mas há 210 outros relegados a sinonímia. Coelogyne já abrigou espécies da maioria dos gêneros de sua subtribo, os quais dele foram desmembrados ao longo dos anos. Além disso novas espécies ainda tem sido descritas ultimamente.

### Seção desconhecida - espécies descritas recentemente
1. Coelogyne alvinlokii P.O'Byrne & J.J.Verm., Orchid Rev. 114: 170 (2006).
2. Coelogyne chanii Gravend. & de Vogel, Blumea 47: 425 (2002).
3. Coelogyne fonstenebrarum P.O'Byrne, Malayan Orchid Rev. 34: 50 (2000).
4. Coelogyne longiana Aver., Bot. Zhurn. (Moscow & Leningrad) 82(3): 136 (1997).
5. Coelogyne pantlingii Lucksom, Orchid Rev. 113(1262): 108 (2005).
6. Coelogyne pempahisheyana H.J.Chowdhery, Indian J. Forest. 27(1): 121 (2004).
7. Coelogyne renae Gravend. & de Vogel, Blumea 47: 452 (2002).
8. Coelogyne sudora Schuit. & de Vogel, J. Orchideenfr. 13: 309 (2006).
9. Coelogyne triuncialis P.O'Byrne & J.J.Verm., Malayan Orchid Rev. 36: 67 (2002).
10. Coelogyne tsii X.H.Jin & H.Li, Ann. Bot. Fenn. 43: 295 (2006).
11. Coelogyne weixiensis X.H.Jin, Ann. Bot. Fenn. 42: 135 (2005).

### Seção Bicellae
1. Coelogyne yiii Schuit. & de Vogel, J. Orchideenfreund 10: 225 (2003).
2. Coelogyne bicamerata J.J.Sm., Bull. Jard. Bot. Buitenzorg, III, 10: 7 (1928).
3. Coelogyne calcarata J.J.Sm., Bull. Jard. Bot. Buitenzorg, III, 10: 104 (1928).

### Seção Brachypterae
1. Coelogyne brachyptera Rchb.f., Gard. Chron., n.s., 1881(2): 6 (1881).
2. Coelogyne parishii Hook.f., Bot. Mag. 88: t. 5323 (1862).
3. Coelogyne virescens Rolfe, Bull. Misc. Inform. Kew 1908: 70 (1908).

### Seção Coelogyne
1. Coelogyne concinna Ridl., J. Straits Branch Roy. Asiat. Soc. 61: 40 (1912).
2. Coelogyne cristata Lindl., Coll. Bot.: t. 33 (1821).
3. Coelogyne cumingii Lindl., Edwards's Bot. Reg. 26(Misc.): 187 (1840).
4. Coelogyne foerstermannii Rchb.f., Gard. Chron., n.s., 1886(2): 262 (1886).
5. Coelogyne glandulosa Lindl., Fol. Orchid. 5: 6 (1854).
6. Coelogyne kemiriensis J.J.Sm., Blumea 5: 298 (1943).
7. Coelogyne malintangensis J.J.Sm., Bull. Jard. Bot. Buitenzorg, III, 5: 26 (1922).
8. Coelogyne mooreana Rolfe, Bull. Misc. Inform. Kew 1907: 129 (1907).
9. Coelogyne nervosa A.Rich., Ann. Sci. Nat., Bot., II, 15: 16 (1841).
10. Coelogyne sanderiana Rchb.f., Gard. Chron., III, 1: 764 (1887).

### Seção Cyathogyne
1. Coelogyne multiflora Schltr., Repert. Spec. Nov. Regni Veg. 10: 18 (1911).

### Seção Elatae
1. Coelogyne anceps Hook.f., Fl. Brit. India 5: 840 (1890).
2. Coelogyne barbata Lindl. ex Griff., Itin. Pl. Khasyah Mts.: 72 (1848).
3. Coelogyne calcicola Kerr, J. Siam Soc., Nat. Hist. Suppl. 9: 233 (1933).
4. Coelogyne filipeda Gagnep., Bull. Mus. Natl. Hist. Nat., II, 22: 506 (1950).
5. Coelogyne ghatakii  Paul, Basu & Biswas, J. Bombay Nat. Hist. Soc. 86: 425 (1990).
6. Coelogyne griffithii Hook.f., Fl. Brit. India 5: 638 (1888).
7. Coelogyne holochila P.F.Hunt & Summerh., Kew Bull. 20: 52 (1966).
8. Coelogyne leucantha W.W.Sm., Notes Roy. Bot. Gard. Edinburgh 13: 198 (1921).
9. Coelogyne lockii Aver., Lindleyana 15: 73 (2000).
10. Coelogyne pendula Summerh. ex Perry, Lakhers: 606 (1932).
11. Coelogyne pulchella Rolfe, Bull. Misc. Inform. Kew 1898: 194 (1898).
12. Coelogyne rigida C.S.P.Parish & Rchb.f., Trans. Linn. Soc. London 30: 146 (1874).
13. Coelogyne sanderae Kraenzl. ex O'Brien, Gard. Chron., III, 1893(1): 360 (1893).
14. Coelogyne stricta (D.Don) Schltr., Repert. Spec. Nov. Regni Veg. Beih. 4: 184 (1919).
15. Coelogyne tenasserimensis Seidenf., Dansk Bot. Ark. 29(4): 73 (1975).
16. Coelogyne zhenkangensis S.C.Chen & K.Y.Lang, Acta Phytotax. Sin. 21: 345 (1983).

### Seção Flaccidae
1. Coelogyne albolutea Rolfe, Bull. Misc. Inform. Kew 1908: 414 (1908).
2. Coelogyne flaccida Lindl., Gen. Sp. Orchid. Pl.: 39 (1830).
3. Coelogyne hajrae Phukan, Orchid Rev. 105: 94 (1997).
4. Coelogyne huettneriana Rchb.f., Flora 55: 277 (1872).
5. Coelogyne integerrima Ames, Philipp. J. Sci., C 4: 665 (1910).
6. Coelogyne lactea Rchb.f., Gard. Chron., n.s., 1885(1): 692 (1885).
7. Coelogyne quadratiloba Gagnep., Bull. Mus. Natl. Hist. Nat., II, 22: 507 (1950).
8. Coelogyne trinervis Lindl., Gen. Sp. Orchid. Pl.: 41 (1830).
9. Coelogyne viscosa Rchb.f., Allg. Gartenzeitung 24: 218 (1856).

### Seção Fuliginosae
1. Coelogyne fimbriata Lindl., Edwards's Bot. Reg. 11: t. 868 (1825).
2. Coelogyne ovalis Lindl., Edwards's Bot. Reg. 24(Misc.): 91 (1838).
3. Coelogyne pallens Ridl., J. Straits Branch Roy. Asiat. Soc. 39: 81 (1903).
4. Coelogyne triplicatula Rchb.f., Bot. Zeitung (Berlin) 22: 415 (1864).

### Seção Fuscescentes
1. Coelogyne assamica Linden & Rchb.f., Allg. Gartenzeitung 25: 403 (1857).
2. Coelogyne dichroantha Gagnep., Bull. Mus. Natl. Hist. Nat., II, 22: 506 (1950).
3. Coelogyne fuscescens Lindl., Gen. Sp. Orchid. Pl.: 41 (1830).
4. Coelogyne picta Schltr., Notizbl. Bot. Gart. Berlin-Dahlem 8: 118 (1922).

### Seção Hologyne
1. Coelogyne malipoensis Z.H.Tsi, Bull. Bot. Res., Harbin 15: 14 (1995).
2. Coelogyne miniata (Blume) Lindl., Gen. Sp. Orchid. Pl.: 42 (1833).
3. Coelogyne obtusifolia Carr, Gard. Bull. Straits Settlem. 8: 205 (1935).

### Seção Lawrenceanae
1. Coelogyne eberhardtii Gagnep., Bull. Mus. Natl. Hist. Nat., II, 2: 423 (1930).
2. Coelogyne lawrenceana Rolfe, Gard. Chron., III, 1905(1): 227 (1905).

### Seção Lentiginosae
1. Coelogyne breviscapa Lindl., Fol. Orchid. 5: 4 (1854).
2. Coelogyne chlorophaea Schltr., Repert. Spec. Nov. Regni Veg. 10: 17 (1911).
3. Coelogyne chloroptera Rchb.f., Gard. Chron., n.s., 1883(1): 466 (1883).
4. Coelogyne confusa Ames, Orchidaceae 5: 49 (1915).
5. Coelogyne lacinulosa J.J.Sm., Bot. Jahrb. Syst. 65: 463 (1933).
6. Coelogyne lentiginosa Lindl., Fol. Orchid. 5: 3 (1854).
7. Coelogyne loheri Rolfe, Bull. Misc. Inform. Kew 1908: 414 (1908).
8. Coelogyne marmorata Rchb.f., Linnaea 41: 116 (1877).
9. Coelogyne merrillii Ames, Philipp. J. Sci., C 6: 40 (1911).
10. Coelogyne monticola J.J.Sm., Bot. Jahrb. Syst. 65: 462 (1933).
11. Coelogyne mossiae Rolfe, Bull. Misc. Inform. Kew 1894: 156 (1894).
12. Coelogyne odoratissima Lindl., Gen. Sp. Orchid. Pl.: 41 (1830).
13. Coelogyne schilleriana Rchb.f. & K.Koch, Allg. Gartenzeitung 26: 189 (1858).
14. Coelogyne sparsa Rchb.f., Gard. Chron., n.s., 1883: t. 306 (1883).
15. Coelogyne suaveolens (Lindl.) Hook.f., Fl. Brit. India 5: 832 (1890).
16. Coelogyne undatialata J.J.Sm., Bull. Jard. Bot. Buitenzorg, III, 9: 449 (1928).
17. Coelogyne vanoverberghii Ames, Orchidaceae 5: 53 (1915).

### Seção Longifoliae
1. Coelogyne bilamellata Lindl., Fol. Orchid. 5: 14 (1854).
2. Coelogyne borneensis Rolfe, Bull. Misc. Inform. Kew 1893: 62 (1893).
3. Coelogyne brachygyne J.J.Sm., Bull. Jard. Bot. Buitenzorg, III, 2: 25 (1920).
4. Coelogyne candoonensis Ames, Schedul. Orchid. 6: 18 (1923).
5. Coelogyne compressicaulis Ames & C.Schweinf. in O.Ames, Orchidaceae 6: 25 (1920).
6. Coelogyne contractipetala J.J.Sm., Bull. Jard. Bot. Buitenzorg, III, 12: 107 (1932).
7. Coelogyne cuprea H.Wendl. & Kraenzl., Gard. Chron., III, 1892(1): 619 (1892).
8. Coelogyne dulitensis Carr, Gard. Bull. Straits Settlem. 8: 73 (1935).
9. Coelogyne elmeri Ames, Leafl. Philipp. Bot. 5: 1556 (1912).
10. Coelogyne endertii J.J.Sm., Bull. Jard. Bot. Buitenzorg, III, 11: 94 (1931).
11. Coelogyne integra Schltr., Bot. Jahrb. Syst. 45(104): 3 (1911).
12. Coelogyne kinabaluensis Ames & C.Schweinf. in O.Ames, Orchidaceae 6: 30 (1920).
13. Coelogyne longifolia (Blume) Lindl., Gen. Sp. Orchid. Pl.: 42 (1833).
14. Coelogyne longirachis Ames, Orchidaceae 7: 88 (1922).
15. Coelogyne motleyi Rolfe ex Wood, Clayton & Chan, Sandakania 11: 38 (1998).
16. Coelogyne planiscapa Carr, Gard. Bull. Straits Settlem. 8: 74 (1935).
17. Coelogyne prasina Ridl., J. Linn. Soc., Bot. 32: 326 (1896).
18. Coelogyne quinquelamellata Ames, Orchidaceae 6: 280 (1920).
19. Coelogyne radicosa Ridl., J. Fed. Malay States Mus. 6: 57 (1915).
20. Coelogyne remediosae Ames & Quisumb., Philipp. J. Sci. 49: 484 (1932).
21. Coelogyne steenisii J.J.Sm., Bull. Jard. Bot. Buitenzorg, III, 12: 108 (1932).
22. Coelogyne stenobulbum Schltr., Bot. Jahrb. Syst. 45(104): 4 (1911).
23. Coelogyne stenochila Hook.f., Fl. Brit. India 5: 837 (1890).
24. Coelogyne tenompokensis Carr, Gard. Bull. Straits Settlem. 8: 203 (1935).
25. Coelogyne trilobulata J.J.Sm., Bull. Jard. Bot. Buitenzorg, III, 10: 28 (1928).
26. Coelogyne tumida J.J.Sm., Orch. Java: 141 (1905).

### Seção Micranthae
1. Coelogyne micrantha Lindl., Gard. Chron. 1855: 173 (1855).

### Seção Moniliformes
1. Coelogyne crassiloba J.J.Sm., Mitt. Inst. Allg. Bot. Hamburg 7: 28 (1927).
2. Coelogyne gibbifera J.J.Sm., Bull. Jard. Bot. Buitenzorg, II, 3: 53 (1912).
3. Coelogyne harana J.J.Sm., Mitt. Inst. Allg. Bot. Hamburg 7: 27 (1927).
4. Coelogyne incrassata (Blume) Lindl., Gen. Sp. Orchid. Pl.: 40 (1830).
5. Coelogyne kelamensis J.J.Sm., Icon. Bogor.: t. 302 (1910).
6. Coelogyne longpasiaensis J.J.Wood & C.L.Chan, Lindleyana 5: 87 (1990).
7. Coelogyne monilirachis Carr, Gard. Bull. Straits Settlem. 8: 206 (1935).
8. Coelogyne naja J.J.Sm., Bull. Jard. Bot. Buitenzorg, III, 11: 93 (1931).
9. Coelogyne tenuis Rolfe, Bull. Misc. Inform. Kew 1893: 171 (1893).
10. Coelogyne vermicularis J.J.Sm., Icon. Bogor.: t. 204 (1906).

### Seção Ocellatae
1. Coelogyne corymbosa Lindl., Fol. Orchid. 5: 7 (1854).
2. Coelogyne gongshanensis H.Li ex S.C.Chen, in Fl. Reipubl. Popul. Sin. 18: 412 (1999).
3. Coelogyne hitendrae S.Das & S.K.Jain, Orchid Rev. 86(1020): 195 (1978).
4. Coelogyne nitida (Wall. ex D.Don) Lindl., Coll. Bot.: t. 33 (1821).
5. Coelogyne occultata Hook.f., Fl. Brit. India 5: 832 (1890).
6. Coelogyne punctulata Lindl., Coll. Bot.: t. 33 (1821).

### Seção Proliferae
1. Coelogyne ecarinata C.Schweinf., Brittonia 4: 33 (1941).
2. Coelogyne longipes Lindl., Fol. Orchid. 5: 10 (1854).
3. Coelogyne prolifera Lindl., Gen. Sp. Orchid. Pl.: 40 (1830).
4. Coelogyne raizadae S.K.Jain & S.Das, Proc. Indian Acad. Sci., B 87(5): 119 (1978).
5. Coelogyne schultesii S.K.Jain & S.Das, Proc. Indian Acad. Sci., B 87(5): 121 (1978).
6. Coelogyne ustulata C.S.P.Parish & Rchb.f., Trans. Linn. Soc. London 30: 146 (1874).

### Seção Ptychogyne
1. Coelogyne flexuosa Rolfe, Bull. Misc. Inform. Kew 1892: 209 (1892).

### Seção Rigidiformes
1. Coelogyne albobrunnea J.J.Sm., Bull. Jard. Bot. Buitenzorg, III, 11: 103 (1931).
2. Coelogyne clemensii Ames & C.Schweinf. in O.Ames, Orchidaceae 6: 23 (1920).
3. Coelogyne craticulilabris Carr, Gard. Bull. Straits Settlem. 8: 214 (1935).
4. Coelogyne exalata Ridl., J. Straits Branch Roy. Asiat. Soc. 49: 29 (1908).
5. Coelogyne plicatissima Ames & C.Schweinf. in O.Ames, Orchidaceae 6: 35 (1920).
6. Coelogyne rigidiformis Ames & C.Schweinf., Orchidaceae 6: 40 (1920).

### Seção Speciosae
1. Coelogyne beccarii Rchb.f., Bot. Centralbl. 28: 345 (1886).
2. Coelogyne caloglossa Schltr., Repert. Spec. Nov. Regni Veg. 10: 16 (1911).
3. Coelogyne carinata Rolfe, Bull. Misc. Inform. Kew 1895: 191 (1895).
4. Coelogyne celebensis J.J.Sm., Bull. Jard. Bot. Buitenzorg, II, 25: 3 (1917).
5. Coelogyne formosa Schltr., Orchis 6: 112 (1912).
6. Coelogyne fragrans Schltr., Repert. Spec. Nov. Regni Veg. Beih. 11: 102 (1911).
7. Coelogyne fuerstenbergiana Schltr., Orchis 8: 131 (1914).
8. Coelogyne guamensis Ames, Philipp. J. Sci., C 9: 11 (1914).
9. Coelogyne lycastoides F.Muell. & Kraenzl., Oesterr. Bot. Z. 45: 179 (1895).
10. Coelogyne macdonaldii F.Muell. & Kraenzl., Oesterr. Bot. Z. 44: 209 (1894).
11. Coelogyne rumphii Lindl., Fol. Orchid. 5: 14 (1854).
12. Coelogyne salmonicolor Rchb.f., Gard. Chron., n.s., 1883(2): 328 (1883).
13. Coelogyne septemcostata J.J.Sm., Icon. Bogor. 2: 23, t. 106A (1903).
14. Coelogyne speciosa (Blume) Lindl., Gen. Sp. Orchid. Pl.: 39 (1833).
15. Coelogyne susanae P.J.Cribb & B.A.Lewis, Kew Bull. 46: 317 (1991).
16. Coelogyne tiomanensis M.R.Hend., Gard. Bull. Straits Settlem. 5: 80 (1930).
17. Coelogyne tommii Gravend. & P.O'Byrne, Blumea 44: 310 (1999).
18. Coelogyne usitana Roeth & O.Gruss, Orchidee (Hamburg) 52: 211 (2001).
19. Coelogyne xyrekes Ridl., J. Fed. Malay States Mus. 6: 181 (1915).

### Seção Tomentosae
1. Coelogyne acutilabium de Vogel, Orchid Monogr. 6: 11 (1992).
2. Coelogyne bruneiensis de Vogel, Orchid Monogr. 6: 11 (1992).
3. Coelogyne buennemeyeri J.J.Sm., Bull. Jard. Bot. Buitenzorg, III, 5: 28 (1922).
4. Coelogyne distans J.J.Sm., Bull. Dép. Agric. Indes Néerl. 15: 2 (1908).
5. Coelogyne echinolabium de Vogel, Orchid Monogr. 6: 16 (1992).
6. Coelogyne genuflexa Ames & C.Schweinf. in O.Ames, Orchidaceae 6: 28 (1920).
7. Coelogyne hirtella J.J.Sm., Bull. Jard. Bot. Buitenzorg, III, 11: 105 (1931).
8. Coelogyne judithiae P.Taylor, Orchid Rev. 85(1012): 289 (1977).
9. Coelogyne kaliana P.J.Cribb, Kew Bull. 36: 779 (1982).
10. Coelogyne latiloba de Vogel, Orchid Monogr. 6: 20 (1992).
11. Coelogyne longibulbosa Ames & C.Schweinf. in O.Ames, Orchidaceae 6: 33 (1920).
12. Coelogyne moultonii J.J.Sm., Bull. Jard. Bot. Buitenzorg, II, 3: 54 (1912).
13. Coelogyne muluensis J.J.Wood, Kew Bull. 39: 76 (1984).
14. Coelogyne odoardi Schltr., Notizbl. Bot. Gart. Berlin-Dahlem 8: 14 (1921).
15. Coelogyne palawanensis Ames, Orchidaceae 5: 51 (1915).
16. Coelogyne pholidotoides J.J.Sm., Icon. Bogor.: t. 106 B (1903).
17. Coelogyne pulverula Teijsm. & Binn., Natuurk. Tijdschr. Ned.-Indië 24: 306 (1862).
18. Coelogyne radioferens Ames & C.Schweinf. in O.Ames, Orchidaceae 6: 38 (1920).
19. Coelogyne rhabdobulbon Schltr., Notizbl. Bot. Gart. Berlin-Dahlem 8: 15 (1921).
20. Coelogyne rochussenii de Vriese, Ill. Orchid. Ind. Orient.: t. 2 (1854).
21. Coelogyne rupicola Carr, Gard. Bull. Straits Settlem. 8: 210 (1935).
22. Coelogyne squamulosa J.J.Sm., Bull. Dép. Agric. Indes Néerl. 15: 3 (1908).
23. Coelogyne swaniana Rolfe, Bull. Misc. Inform. Kew 1894: 183 (1894).
24. Coelogyne testacea Lindl., Edwards's Bot. Reg. 28(Misc.): 38 (1842).
25. Coelogyne tomentosa Lindl., Fol. Orchid. 5: 3 (1854).
26. Coelogyne velutina de Vogel, Orchid Monogr. 6: 38 (1992).
27. Coelogyne venusta Rolfe, Gard. Chron., III, 35: 259 (1904).

### Seção Veitchiae
1. Coelogyne veitchii Rolfe, Bull. Misc. Inform. Kew 1895: 282 (1895).

### Seção Verrucosae
1. Coelogyne asperata Lindl., J. Hort. Soc. London 4: 221 (1849).
2. Coelogyne imbricans J.J.Sm., Bull. Jard. Bot. Buitenzorg, III, 2: 26 (1920).
3. Coelogyne marthae S.E.C.Sierra, Blumea 45: 299 (2000).
4. Coelogyne mayeriana Rchb.f., Gard. Chron., n.s., 8: 134 (1877).
5. Coelogyne pandurata Lindl., Gard. Chron. 1853: 791 (1853).
6. Coelogyne papillosa Ridl. ex Stapf, Trans. Linn. Soc. London, Bot. 4: 238 (1894).
7. Coelogyne peltastes Rchb.f., Gard. Chron., n.s., 1880(2): 296 (1880).
8. Coelogyne verrucosa S.E.C.Sierra, Blumea 45: 309 (2000).
9. Coelogyne zurowetzii Carr, Orchid Rev. 42: 44 (1934).